# Biharkeresztes
Biharkeresztes – miasto na Węgrzech, w komitacie Hajdú-Bihar, w powiecie Berettyóújfalu.
W mieście jest stacja kolejowa Biharkeresztes.